# Bundesverband Ausbau und Fassade
Der Bundesverband Ausbau und Fassade im Zentralverband Deutsches Baugewerbe (BAF) setzt sich aus den Fachgruppen/Landesfachgruppen und selbständigen Fachorganisationen einzelner Länder und Landesteile zusammen. 
Die Gründung erfolgte im Jahr 1924 unter dem Namen Deutscher Stuckgewerbebund, um zunächst einheitliche Rahmentarifbestimmungen für das Stuckateurhandwerk zu erreichen.

## Aufgabenbereiche
Das Tätigkeitsfeld der Bundesfachgruppe Stuck-Putz-Trockenbau umfasst ähnlich der in anderen Bundesfachgruppen des Baugewerbes ein breites Spektrum, insbesondere
- die Betreuung und Förderung der fachlichen Belange,
- die Mitwirkung bei der Aufstellung fachlicher Regeln, Normen, Richtlinien,
- die Bearbeitung von Fragen der fachlichen Berufsausbildung, Fortbildung und Umschulung,
- die Mitwirkung im fachlichen Prüfungswesen,
- die Mitwirkung bei fachlichen Gemeinschaftseinrichtungen
- die Bearbeitung fachtechnischer Fragen,
- die Vorbereitung und Durchführung von fachlichen Tagungen,
- die Durchführung der fachlichen Öffentlichkeitsarbeit und Werbung,
- die Durchführung von Fachausstellungen und fachtechnischen Wettbewerben, etwa die WorldSkills sowie
- die Förderung der fachlichen Baukultur.

Der Bundesverband Ausbau und Fassade im Zentralverband des Deutschen Baugewerbes ist bestrebt, einen regen Informationsaustausch mit den maßgeblichen Branchenverbänden zu sichern und unterhält Kontakte zu den  Auftraggebern.